# Championnat de Tunisie masculin de handball 2011-2012
Navigation
Saison précédente Saison suivante 2012-2013
La saison 2011-2012 du championnat de Tunisie masculin de handball est la 57e édition de la compétition.
L'Espérance sportive de Tunis, le club le plus titré du pays, renoue avec la gloire en remportant son 27e titre de champion de Tunisie avec une équipe homogène coachée par l'ancien entraîneur national Sayed Ayari et renforcée par le retour d'Houssem Hmam et l'arrivée de deux internationaux du Sporting Club de Moknine, Mohamed Ali Bhar et Ameur Mahmoud. Pourtant, le Club africain, qui a survolé la première phase avec 22 victoires en autant de matchs, se présente comme le favori en puissance, mais il est à nouveau victime de la malédiction du play-off, un scénario semblable à celui de l'année précédente : Kamel Alouini se fait expulser et ses coéquipiers baissent les bras et se résignent aux défaites. Le Club africain, dont la fragilité psychologique et la malédiction du play-off sont devenues habituelles, termine la première phase avec le point du bonus mais craque dès son match contre l'Espérance sportive de Tunis, avec l'expulsion de son meilleur joueur Alouini et la résignation des autres, amenant le club invincible en première phase à terminer dernier du play-off.
Pour la relégation les deux derniers de la première phase, El Menzah Sport et le Club sportif de Hiboun sont directement retrogradés.

## Clubs participants
| - Association sportive d'Hammamet - Club africain - Club sportif de Hiboun - El Makarem de Mahdia - El Menzah Sport - Étoile sportive du Sahel | - Espérance sportive de Tunis - Jeunesse sportive de Chihia - Sporting Club de Moknine - Union sportive de Gremda - Union sportive sayadie - Union sportive témimienne |

## Compétition
Le barème de points servant à établir le classement se décompose ainsi :
- Victoire : 3 points
- Match nul : 2 points
- Défaite : 1 point
- Forfait et match perdu par pénalité : 0 point

### Classement première phase
Le barème de points servant à établir le classement se décompose ainsi :
- Victoire : 3 points
- Match nul : 2 points
- Défaite : 1 point
- Forfait ou pénalité : 0 point

|    | Équipe                             | Pts | J  | G  | N | P       | Bp  | Bc  | Diff |
| -- | ---------------------------------- | --- | -- | -- | - | ------- | --- | --- | ---- |
| 1  | Club africain                      | 66  | 22 | 22 | 0 | 0       | 630 | 472 | 158  |
| 2  | Espérance sportive de Tunis        | 61  | 22 | 19 | 1 | 2       | 648 | 471 | 177  |
| 3  | Association sportive d'Hammamet    | 55  | 22 | 16 | 1 | 5       | 620 | 534 | 86   |
| 4  | Étoile sportive du Sahel           | 53  | 22 | 15 | 2 | 5       | 640 | 448 | 192  |
| 5  | El Makarem de Mahdia               | 47  | 22 | 11 | 3 | 8       | 559 | 574 | -15  |
| 6  | Sporting Club de Moknine           | 42  | 22 | 9  | 2 | 11      | 542 | 545 | -3   |
| 7  | Union sportive de Gremda           | 39  | 22 | 8  | 1 | 13      | 498 | 576 | -78  |
| 8  | Jeunesse sportive de Chihia (P)    | 38  | 22 | 7  | 2 | 13      | 486 | 527 | -41  |
| 9  | Union sportive sayadie             | 35  | 22 | 6  | 1 | 15      | 580 | 628 | -48  |
| 10 | Union sportive témimienne          | 33  | 22 | 4  | 3 | 15      | 502 | 599 | -97  |
| 11 | El Baath sportif de Béni Khiar (P) | 29  | 22 | 3  | 1 | 18      | 508 | 617 | -109 |
| 12 | Club sportif de Hiboun             | 27  | 22 | 1  | 4 | 17 (1F) | 453 | 634 | -181 |

### Play-off
|   | Équipe                              | Pts | J | G | N | P | Bp  | Bc  | Diff |
| - | ----------------------------------- | --- | - | - | - | - | --- | --- | ---- |
| 1 | Espérance sportive de Tunis         | 16  | 6 | 4 | 2 | 0 | 162 | 139 | 23   |
| 2 | Étoile sportive du Sahel (T)        | 13  | 6 | 2 | 3 | 1 | 160 | 155 | 5    |
| 3 | Association sportive d'Hammamet (C) | 10  | 6 | 1 | 2 | 3 | 155 | 170 | -15  |
| 4 | Club africain (+1)                  | 10  | 6 | 1 | 1 | 4 | 158 | 171 | -13  |

|  | Champion de Tunisie 2011-2012                                                                |
|  | Relégation directe en deuxième division                                                      |
|  | (T) Tenant du titre (C) Vainqueur de la Coupe de Tunisie (P) Club promu de deuxième division |

- Espérance sportive de Tunis
  - Entraîneur : Sayed Ayari
  - Effectif : Slim Zehani, Wassim Helal et Omar Ben Sassi (GB), Khaled Hidri, Jabeur Yahiaoui, Brahim Lagha, Anis Mahmoudi, Mourad Settari, Houssem Hmam, Naceur Gaabeb, Moslem Karray, Ameur Mahmoud, Mohamed Ali Bhar, Mehdi Jaouadi, Hafedh Boussaha, Peter Djokovic, Marouène Ben Abdallah, Anis Gatfi, Youssef Ben Ali, Elyès Hachicha, Slim Henia, Majed Jebara